# Dieter Althaus
Dieter Althaus (Heilbad Heiligenstadt, 29 giugno 1958) è un politico tedesco, membro per più di venti anni dell'Unione Cristiano Democratica (CDU), vicino alla cancelliera Angela Merkel.

## Biografia

### Formazione
Ottiene il suo Abitur (maturità) nel 1977, in seguito effettua il servizio militare nella Nationale Volksarmee (Esercito nazionale Popolare) della DDR col grado di caporale.
Fra il 1979 e il 1983, segue una formazione per diventare docente di matematica e fisica presso la Pädagogische Hochschule di Erfurt. Esercita questa professione poi presso la Polytechnische Oberschule di Geismar, Turingia, dal 1983 al 1989, dove diviene vicepreside nel 1987.
Dopo una ventennale carriera politica, nel 2010 si dimette da deputato regionale per entrare a lavorare nel gruppo Magna International dove assume il ruolo di vicepresidente dell'ufficio presso la sede della Volkswagen. Suo principale compito è la gestione delle relazioni con gli enti pubblici.

### Vita privata
Dieter Althaus è sposato dal 1982 con l'insegnante Katarina Althaus ed è padre di due figlie.
Cattolico, è membro dello ZdK, il Comitato Centrale dei Cattolici Tedeschi.
Fu protagonista in Stiria, Austria il 1º gennaio 2009 di un incidente sugli sci, a seguito del quale ha riportato gravi ferite. Althaus stava sciando lungo una pista da esperti, ma finì con l'imboccare una pista da principianti nel verso errato procurando una collissione con una donna slovacca, che è morta in seguito per le ferite riportate. Al contrario della donna, Althaus indossava un casco da sci. Althaus fu multato di 33300 € per omicidio colposo.

## Attività politica

### In seno alla CDU
Dal 1985 Althaus è stato membro della CDU della DDR, rimanendo nel partito durante la sua trasformazione da sostenitore del regime della DDR assieme al Partito Socialista Unificato di Germania (SED) a promotore della Riunificazione tedesca ed aderendo al suo partito omologo dell'Ovest dopo la loro fusione.
Nel 1993, diviene uno dei vicepresidenti della CDU nel Land della Turingia e nel 2000 assume la carica di segretario regionale della CDU. Nel 2006 entra all'ufficio di presidenza nazionale del partito, carica che ha mantenuto anche dopo la dimissione da segretario regionale, fino al congresso del 2010. In seno al partito, Althaus è stato considerato vicino ad Angela Merkel.

### A livello istituzionale
Nel gennaio 1990 è eletto membro del consiglio scolastico del distretto di Heilbad Heiligenstadt, e in maggio è nominato assessore all'Istruzione, alla Gioventù, alla Cultura e allo Sport. Abbandona tali cariche a ottobre 1990, quando diviene membro del Landtag della Turingia appena ricreatosi dopo la soppressione avvenuta all'inizio degli anni cinquanta.
Il 5 febbraio 1992 entra nel membro del gabinetto nero-giallo di Bernhard Vogel come ministro della cultura e dell'educazione, riconfermato anche nel successivo governo regionale.
Nel 1999 lascia il governo regionale per assumere la presidenza de gruppo della CDU nel Landtag e successivamente presidente del partito.
Il 5 giugno 2003 è stato eletto ministro presidente della Turingia, succedendo a Bernhard Vogel, ritiratosi per limiti di età. In qualità di Ministerpräsident ha svolto il ruolo di presidente del Bundesrat nel 2003/04.
Nel 2004 porta alla vittoria il suo partito nelle elezioni regionali ottenendo la maggioranza assoluta ei seggi.
Nel 2009 si allontana dalla carica per quattro mesi per riprendersi dal grave incidente sciistico di cui è stato vittima in Austria.
Dopo le elezioni regionali del 2009 la CDU perde la maggiorità assoluta nel Landtag e Dieter Althaus si dimette sia da ministro-presidente che da segretario regionale del partito. Abbandona la carica di deputato regionale l'anno successivo.

## Riconoscimenti
Per i suoi "altissimi meriti nel campo dell'educazione comunista nell'Organizzazione dei Pionieri Ernst Thälmann" nella primavera del 1989 è stato premiato con una medaglia, che oggi davanti all'opinione pubblica nega di aver accettato, sebbene ammetta di avere accettato il premio allegato di 500 marchi.
In virtù della sua posizione politica Althaus ha ricevuto numerosi premi, tra cui la Medaglia d'Argento dell'Ordine al Merito della Repubblica Austriaca nel 2004, la nomina a commendatore della Legion d'Onore nel 2005, il "Premio Energia solare" della Associazione Federale delle Energie Rinnovabili nel 2005, l'"UMU-Business Award" dell'"Unione degli imprenditori medio-piccoli" nel 2006, il premio Matejcek della Rete delle Famiglie tedesca nel 2007, la Medaglia 'oro del Thüringer Feuerwehr-Verband e. V. ("Associazione Pompieri della Turingia") nel 2008 ed infine la Croce di Cavaliere dell'Ordine al Merito della Repubblica di Polonia per il suo contributo relazioni tedesco-polacche nel 2009.